# راتاشية

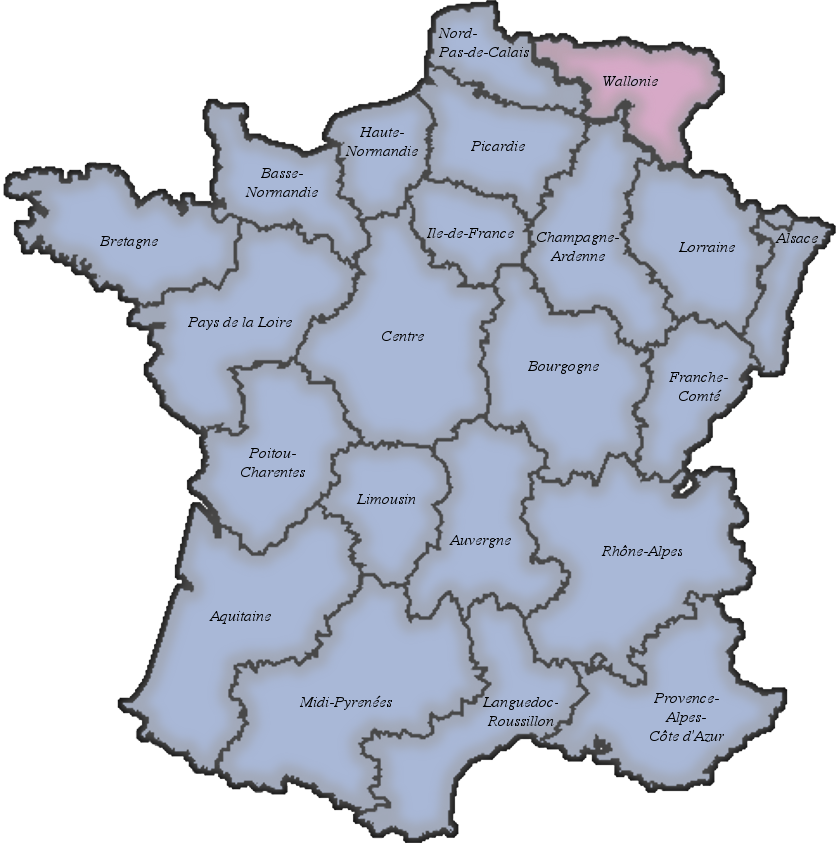
خريطة مناطق فرنسا (قبل إصلاح عام 2014) بالإضافة إلى والونيا

الراتاشية هي أيديولوجية سياسية تدعو إلى انفصال الجزء الناطق بالفرنسية من بلجيكا أو فالونيا إلى الانفصال عن بلجيكا وتصبح جزءًا من فرنسا. قد تشمل هذه الأيديولوجية أيضا مدينة بروكسل التي تسكنها أغلبية ناطقة بالفرنسية ولكنها تقع في منطقة فلاندرز كما هو الحال مع البلديات الفلمنكية الست التي لديها مرافق لغوية للمتحدثين بالفرنسية في جميع أنحاء بروكسل. ويمكن اعتبارها معادلاً باللغة الفرنسية لهولندا الكبرى (أو، تاريخيًا الحركة البرتقالية) في فلاندرز.
ترتبط أيديولوجية الراتاشية بفصيل من الحركة الوالونية ويدافع عنها الحزبان السياسيان رالي والونيا وتجمع والونيا-فرنسا. ولا يوجد لأي منهما أي مقاعد برلمانية في الوقت الحالي.

## الدعم الحالي

### في فرنسا
وجد استطلاع عام 2008 نشرته صحيفة لا فوا دو نورد الفرنسية أن حوالي 60٪ من الفرنسيين يؤيدون الوحدة مع والونيا. وجد استطلاع للرأي أجري في نوفمبر 2007 نسبة تأييد بلغت 54٪ بين المشاركين.
وجد استطلاع المؤسسة الفرنسية للرأي العام أنه إذا أدت الأزمة السياسية البلجيكية إلى انفصال بلجيكا، فإن 66٪ من الفرنسيين سيؤيدون توحيد والونيا مع فرنسا. صرحت المؤسسة الفرنسية للرأي العام أن دعم الوحدة مع فرنسا كان يرتفع منذ عام 2007.
عبر السياسيون الفرنسيون جان بيير شيفينمينت ونيكولاس دوبونت أيغنان وجاك ميارد ومارين لوبان وجان لوك ميلينشون عن تأييدهم للراتاشية . كما يدعمها الصحفي إريك زمور والخبير الاقتصادي جاك أتالي.

### في والونيا
أظهر استطلاع آخر أجرته المؤسسة الفرنسية للرأي العام في عام 2010 خلال الأزمة السياسية البلجيكية أن 32% من الوالونيين الذين شملهم الاستطلاع سيدعمون التوحيد إذا انفصلت بلجيكا.
السياسيون الوالونيون الذين أعربوا في وقت ما عن دعمهم للفكرة هم دانييل دوكارم، وجان جول، وكلود إيرديكنز، وروبرت كولينيون. 